# Zvāre (stacja kolejowa)
Zvāre (ros. Зваре) – stacja kolejowa w gminie Tukums, na Łotwie. Położona jest na linii Windawa - Tukums.